# Josef Hanika
Josef Hanika (* 30. Oktober 1900 in Mies, Österreich-Ungarn; † 29. Juli 1963 in München) war ein deutscher Volkskundler. Er war ab 1943 Professor für Volkskunde an der Karl-Ferdinands-Universität in Prag und seit 1955  Professor für deutsche und vergleichende Volkskunde an der Ludwig-Maximilians-Universität in München.

## Leben
Als Student der Karl-Ferdinands-Universität in Prag legte Josef Hanika die Lehramtsprüfung für den höheren Schuldienst in Deutsch, Tschechisch und Turnen ab und war von 1922 bis 1927 Assistent am Seminar für deutsche Philologie in Prag. Er wurde 1923 zum Dr. phil. mit der Dissertation Hochzeitsbräuche der Kremnitzer Sprachinsel promoviert. Von 1927 bis 1930 unterrichtete er an der Staatsgewerbeschule in Reichenberg, von 1930 bis 1938 an einem deutschsprachigen Gymnasium in Prag und danach als Studienrat bis 1939 in Eger. Hanika habilitierte sich 1938 für das Fach Altertums- und Volkskunde an der Karl-Ferdinands-Universität in Prag. Er baute eine volkskundliche Außenstelle im Museum der Stadt Eger in Westböhmen auf und wurde Ende 1942 außerordentlicher Professor und Nachfolger von Gustav Jungbauer an der Deutschen Karls-Universität bzw. der Reichsuniversität Prag.
Hanika, der 1938 Mitglied der SdP wurde und nach Auflösung dieser Partei zum 1. November desselben Jahres der NSDAP beitrat (Mitgliedsnummer 6.667.675), führte ab August 1942 gemeinsam mit dem Slawisten Edmund Schneeweis das Institut für Volkskunde Böhmens der Reinhard-Heydrich-Stiftung.
Im Mai 1945, nach dem Ende des Zweiten Weltkriegs von einem tschechischen Kommando verhaftet, wurde er in einem Gefängnis in Prag Augenzeuge des Todes des Archivars Joachim Prochno († 10. November 1945). In einem Arbeitslager mit schwierigen Überlebensmöglichkeiten gelang es Josef Hanika, nach Bayern abgeschoben zu werden. Im Jahre 1948 wurde er Geschäftsführer des Bayerischen Landesvereins für Heimatpflege in München und begründete 1950 das Institut für Kultur- und Sozialforschung. Er erhielt 1951 einen Lehrauftrag und wurde 1955 außerordentlicher Professor und 1959 ordentlicher Professor für deutsche und vergleichende Volkskunde an der Universität München. Er veröffentlichte zwölf Bücher und über hundert Aufsätze, war Mitglied zahlreicher wissenschaftlicher Vereinigungen, 1928 bis 1938 Herausgeber von „Karpatenland - Zeitschrift für karpathendeutsche Literatur, Kultur und Volkskunde“ in München. 

## Veröffentlichungen
Ein Gesamtverzeichnis seiner Veröffentlichungen findet sich in: Bohemia Jahrbuch des Collegium Carolinum, Band 4, 1963, S. 459–466.